# Wojutino (obwód włodzimierski)
Wojutino (ros. Воютино) – wieś (sieło) w Rosji, w obwodzie włodzimierskim, w rejonie mielenkowskim. W 2010 liczyła 374 mieszkańców.